# Día Mundial de las Madres y los Padres
El Día Mundial de las Madres y de los Padres es una jornada que se celebra anualmente el 1 de junio desde 2013, instaurada por la Asamblea General de las Naciones Unidas en 2012.

## Proclamación
Desde la década de 1980, las Naciones Unidas han enfocado su atención en la relevancia de la familia en el desarrollo social, lo cual culminó en la proclamación del Día Mundial de las Madres y de los Padres. Esta iniciativa fue oficializada el 17 de septiembre de 2012. La proclamación tiene como objetivo reconocer y honrar el papel esencial de los padres en la crianza y el desarrollo integral de los niños.

## Celebración
Se celebra cada año el 1 de junio, elegido para enfatizar la importancia de la paternidad siguiendo la celebración del Día Internacional de las Familias el 15 de mayo. Esta secuencia subraya el compromiso de las Naciones Unidas con los temas familiares, iniciado con la proclamación de 1994 como el Año Internacional de la Familia y continuado con la creación de días dedicados a aspectos específicos de la vida familiar. El primer reconocimiento del Día Mundial de las Madres y de los Padres fue en 2013.

## Temas
2023: El poder de ser padres, criar hijos felices, sanos y llenos de esperanza